# Saint-Claud
Saint-Claud é uma comuna francesa na região administrativa da Nova Aquitânia, no departamento de Charente. Estende-se por uma área de 26,75 km². Em 2010 a comuna tinha 1 079 habitantes (densidade: 40,3 hab./km²).